# 杨岩 (1919年)
杨岩（1919年10月—2012年7月26日），男，安徽寿县人，中华人民共和国政治人物，曾任中华人民共和国文化部副部长、农垦部副部长，中国农业科学院党组书记。